# Saul Kowner

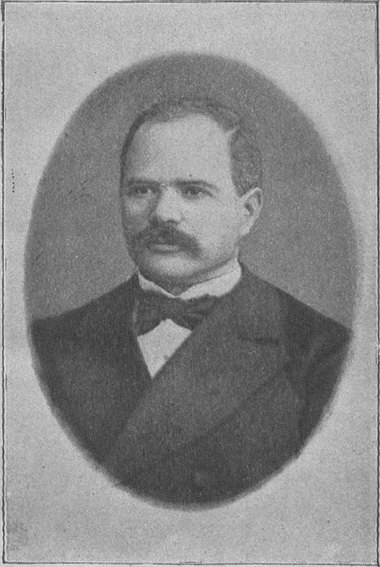
Saul G. Kowner

Saul Kowner, auch Sáwely Kowner oder Saveli Grigoryevich Kovner (geboren 1837 in Vilnius; gestorben am 10. Septemberjul. / 22. September 1896greg. 1896 in Kiew) war ein jüdisch-russischer Mediziner.

## Leben
Kowner war ein Sohn von Girsh Kowner, einem Lehrer, der durch seinen Bruder finanziell unterstützt wurde. Er besuchte zunächst die Rabbinerschule in Vilnius, da er einer angesehenen Familie von Rabbinern entstammte. Er wurde zudem von seinem Vater in Russisch und Deutsch unterwiesen. Er verweilte acht Jahre an dieser Schule, insbesondere seine gründlichen Kenntnisse der russischen Sprache und Literatur zeichneten ihn aus.
Von 1860 bis 1865 studierte er Medizin an der Kiewer Universität St. Wladimir. Nach seinem Abschluss mit lateinisch exirnia com laude blieb er zunächst für weitere zwei Jahre dort, um seine Ausbildung fortzusetzen und um sich auf die Professur für die Geschichte der Medizin vorzubereiten. Aus familiären Gründen musste er dieses Projekt jedoch zunächst zurückstellen. 1867 wurde er kurzzeitig Stadtarzt der Regierung von Tobolsk in Jalutorowsk. 1868 nahm er eine Stelle als Landschaftsarzt (Bezirksarzt) des Kreises Njeshin an, wo er von 1873 bis 1884 als Oberarzt am Landschaftshospital (Bezirkskrankenhaus) in Njeshin bekleidete. Er wurde zudem zum Arzt am Lyzeum des Fürsten Bezborodko ernannt.
Bereits während seines Studiums begann er sich literarisch zu betätigen und verfasste eine Abhandlung über Baruch de Spinoza und dessen Philosophie, die er im Jahr 1865 veröffentlichte und für die er mit einer goldenen Medaille ausgezeichnet wurde. Kowner beherrschte sowohl die klassischen Sprachen als auch Deutsch, Englisch, Französisch, Hebräisch und Arabisch, was ihm ein umfassendes Studium der Geschichte der Medizin ermöglichte. Ab 1879 folgten ein Lehrbuch zur Geschichte der Medizin in drei Bänden und zahlreiche Beiträge in russischer Sprache in den Zeitschriften Wratsch Jeschenedjelnaja medizinskaja gaseta und in den Abhandlungen der Kaiserlich Russischen Akademie der Wissenschaften und Universität Kiew. 1890 ließ er sich, trotz seiner hochrangigen ärztlichen Tätigkeit ohne ein größeres Vermögen zu haben, in Kiew nieder, wo er sehr unter seiner finanziell eingeschränkten Lage litt. Zudem plagten ihn gesundheitliche Probleme und er begab sich, nach Heilung suchend, auf eine Reise ins Ausland. In Wien besuchte er zuletzt im Sommer 1896 Vorlesungen und praktische Kurse an der dortigen Universität. Er starb kurz nach seiner Rückkehr im Alter von 59 Jahren an einer Krebserkrankung. Sein Werk über die Geschichte der Medizin konnte er noch vollenden, wobei er die Bibliothek der St.-Wladimir-Universität (Universität Kiew) für seine Forschungen nutzte, der er nach seinem Tod die eigene umfangreiche medizinische und historische Schriftensammlung hinterließ. Er verfasste auch einen Aufsatz über die neuesten Forschungen des Barons Rudolf Klemens Felix von Oefele (24. Dezember 1861–1955) über die Medizin im Alten Ägypten und die Bedeutung der hippokratischen Medizin.
Kowner war ein älterer Bruder des Schriftstellers Abraham Uri Kovner oder Albert Kowner (3. März 1842–1909).

## Werke (Auswahl)
- Drevnyaya i Srednevyekovaya Meditzina. 3 Bände, Kiew 1879 (russisch, Historische und Mittelalterliche Medizin).
- Ein Fall von einer Cyste des Oberschenkels mit Zerstörung der unteren Hälfte des Schenkelknochens. In: Sovremennaja medicina. Band 25, Nr. 4, 1879. (Zeitschrift über Moderne Medizin).
- Spinoza ego zhizn i sochineniya. 1897 (russisch, Его жизнь и сочинения. (1897) PDF, über Spinozas Leben und Werke).

Als Übersetzer
- Friedrich Schiller: Miriam Šṭoyarṭ = Maria Stuart, Königing von Schotland : malkat-Šoṭṭland ṭragediyah (troyeršpiel) ba-ḥameš maḥazot. 1879 (Version des Trauerspiels Maria Stuart aus dem Deutschen ins Hebräische).